# Gironde (departma)
Gironde (okcitansko Gironda, oznaka 33) je francoski departma južno od istoimenskega rečnega ustja, ob Atlantskem oceanu. Nahaja se v regiji Nova Akvitanija.

## Zgodovina
Departma je bil ustanovljen v času francoske revolucije 4. marca 1790 iz delov nekdanjih provinc Akvitanije in Gaskonje. V letih 1793-95 je bil začasno preimenovan v Bec-d'Ambès, v izogib povezavi z revolucionarno stranko žirondistov.

## Geografija
Gironde leži v severnem predelu regije Akvitanije ob Biskajskem zalivu. Na severu preko širokega estuarija Gironde meji na departma Charente-Maritime poleg njega pa še na Charente, na vzhodu meji na departmaja Dordogne in Lot-et-Garonne, na jugu pa na departma Landes.
S površino 10.000 km² je Gironde največji departma celinske Francije.